# Sha'ban
Sha'ban (arabiska: شَعْبَان) är den åttonde månaden i den islamiska kalendern. I islamiska hadither (de islamiska traditionerna) berättas att den fjärde kalifen och förste shiaimamen Ali ibn Abi Talib har sagt att sha'ban är den islamiske profeten Muhammeds månad. Enligt haditherna har Muhammed även sagt att den är månaden för utförande av handlingar, och att belöningen för goda gärningar är sjuttio gånger mer (än i andra månader).